# Nippocryptus alutaceus
Nippocryptus alutaceus là một loài tò vò trong họ Ichneumonidae.